# Coelinidea robinae
Coelinidea robinae är en stekelart som beskrevs av Riegel 1982. Coelinidea robinae ingår i släktet Coelinidea och familjen bracksteklar. Inga underarter finns listade i Catalogue of Life.